# Praktyczna Szkoła Wiercenia Kanadyjskiego

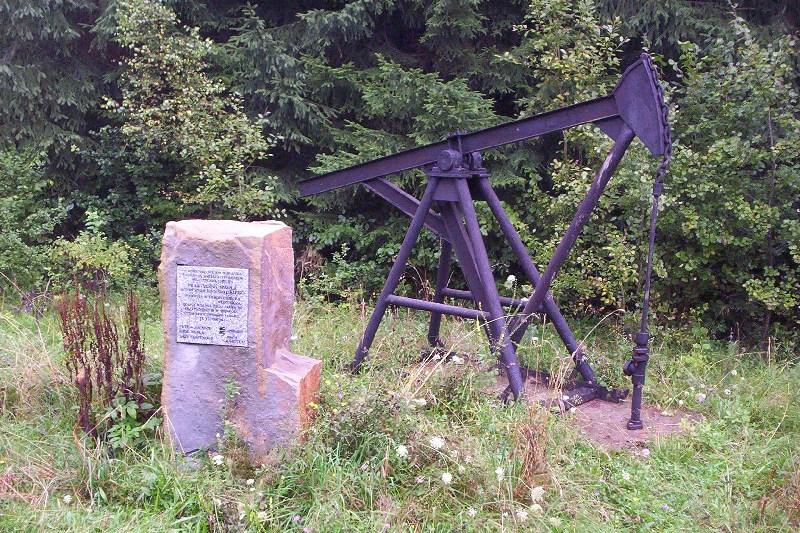
Obelisk upamiętniający szkołę w Ropiance

Praktyczna Szkoła Wiercenia Kanadyjskiego – jedna z pierwszych na świecie zawodowych szkół wiertniczych, założona w 1885 w Ropiance. Kształciła specjalistów w zakresie wierceń udarowych.

## Utworzenie szkoły
Starania o utworzenie szkoły górniczej, pierwotnie w Bóbrce, rozpoczął w 1875 Ignacy Łukasiewicz. W 1878 inż. Henryk Walter wniósł w tej sprawie dwa memoriały do władz we Lwowie. Jednak z powodu sprzeciwu miejscowej gminy, w Bóbrce nie doszło do założenia szkoły. W 1885 dzięki staraniom Krajowego Towarzystwa Naftowego utworzono szkołę kształcąca górników naftowych w Ropiance. Była to szkoła samorządowa utrzymywana i kontrolowana przez Wydział Krajowy we Lwowie i Krajowe Towarzystwo Naftowe. Władysław Fibich, właściciel kopalni nafty w Ropiance, otrzymał od Wydziału Krajowego dotację w wysokości 16 000 koron na zakup kanadyjskiego urządzenia wiertniczego. Kandydaci na uczniów musieli mieć co najmniej dwuletnią praktykę w kopalnictwie naftowym i musieli umieć czytać, pisać i rysować. Nauka miała trwać trzy miesiące. Uczniowie zapoznawali się z urządzeniami wiertniczymi, maszynami i ich obsługą, konserwacją, musieli umieć je opisywać i rysować. Każdy uczeń otrzymywał od Wydziału Krajowego stypendium w wysokości 300 koron. 100 koron przeznaczano na wynagrodzenie dla nauczyciela, pozostałe 200 na pokrycie kosztów utrzymania i podróży ucznia. Organizatorami i nauczycielami szkoły byli dyrektor kopalni w Ropiance inż. Zenon Suszycki i radca górniczy Henryk Walter. Szkołę w Ropiance ukończyło 50 wiertaczy.
W 1888 szkoła została przeniesiona do Wietrzna, bo tam podjął pracę w kopalni jej nauczyciel, inż. Suszycki. Szkoła do 1890 nosiła nazwę Szkoły Wiertniczej w Wietrznie, w 1890 zmieniła nazwę na Regularną Szkołę Wiertniczą. Miała ona przygotowywać kadry dla niższego dozoru, jednak uczniami jej byli ludzie także z wyższym wykształceniem, np. Jerzy Strzetelski. Szkołę w Wietrznie ukończyło 160 absolwentów.

## Dalszy rozwój
Wskutek trudności finansowych spowodowanych spadkiem wydobycia ropy w kopalniach w Bóbrce i w Wietrznie szkoła została przeniesiona w 1896 do Borysławia, gdzie nastąpił bardzo szybki rozwój przemysłu naftowego. W Borysławiu szkoła działała jako Niższa Szkoła Górnicza i Wiertnicza do 1908. Wówczas została przeorganizowana i dostosowana do kształcenia kierowników kopalń nafty oraz zmieniła nazwę na Krajową Szkołę Górniczą i Wiertniczą. Nauka w tej szkole trwała 3 lata, rocznie kończyło ją zaledwie 15 osób. W okresie I wojny światowej szkoła była nieczynna.
W 1928 w związku z dalszym rozwojem przemysłu naftowego szkoła zaczęła kształcić również dozór ruchu kopalń nafty. Otrzymała wówczas nazwę Państwowa Szkoła Wiertnicza. Nauka w tej szkole trwała 2 lata. Zajęcia w niej odbywały się 2 razy dziennie – rano i wieczorem, co umożliwiało równoczesną pracę w kopalni i uczęszczanie na zajęcia. Dyrektorami szkoły byli kolejno: Kazimierz Gąsiorowski, Kazimierz Szumski, Kazimierz Miński, Józef Wojnar, Franciszek Blończyk.
Od końca 1939 do czerwca 1941 szkoła działała jako radziecka Szkoła Burilszczykow. Od lipca 1941 roku do stycznia 1942 roku szkoła była nieczynna, później została ponownie uruchomiona. Jej tradycje kontynuuje ukraińska szkoła wiertnicza, działająca współcześnie.